# Biserica de lemn din Hotar

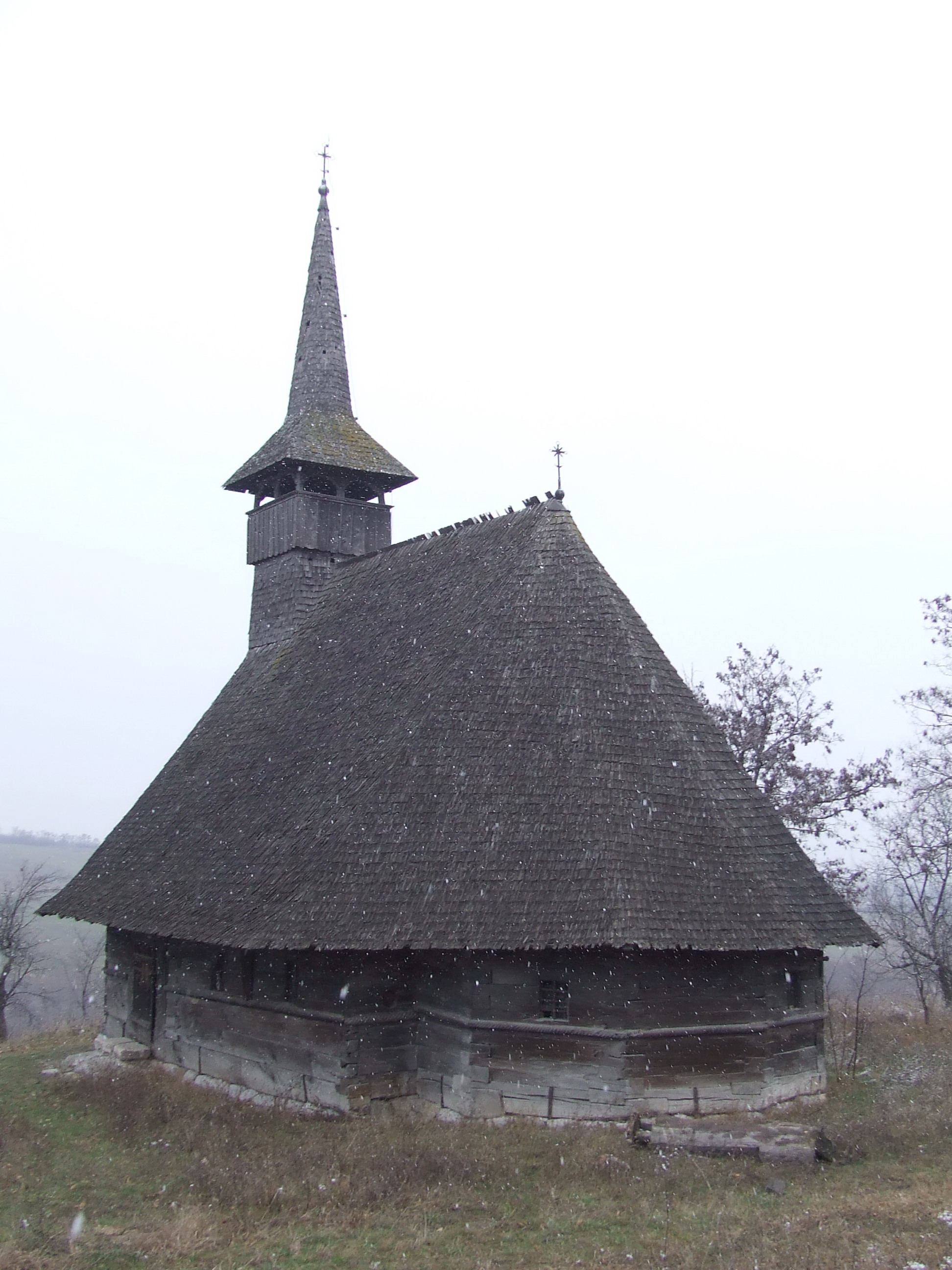
Biserica de lemn din Hotar, județul Bihor. Foto 2009

Biserica de lemn din Hotar se află în localitatea omonimă din comuna Țețchea, județul Bihor și a fost construită în anul 1714 conform inscripțiilor de pe portalul intrării. Biserica se află pe noua listă a monumentelor istorice, documentele oficiale înregistrând-o sub numărul  BH-II-m-A-01162.Are hramul "Sfântul Gheorghe".

## Istoric și trăsături
Pe bârna de sus a portalului de la intrarea în tindă se află pisania de unde rezultă anul construirii acestei biserici de lemn: „Văleat 1714”, „An H.I. 1714”. Biserica a fost pictată în trei etape diferite. O parte din pictură datează din a doua jumătate a secolului XVIII. Apoi o inscripție ne spune că s-a zugrăvit „a doua oară la anno 1881 .... s-a finitu zugr. În 12 iulie prin Dionisiu Iuga cantor de Nicolaeț pictor”. În anul 1883 alte porțiuni au fost pictate de zugravul Muller Karoly.